# Erigone barrowsi
Erigone barrowsi Crosby & Bishop, 1928 è un ragno appartenente alla famiglia Linyphiidae.

## Distribuzione
La specie è stata rinvenuta negli Stati Uniti

## Tassonomia
È stato osservato solamente l'olotipo di questa specie nel 1928
Attualmente, a maggio 2014, non sono note sottospecie